# Marathon van Osaka 2009
De marathon van Osaka 2009 werd gelopen op zondag 25 januari 2009. Het was de 28e editie van deze marathon. Alleen vrouwelijke elitelopers mochten aan de wedstrijd deelnemen.
De Japanse Yoko Shibui passeerde als eerste de finish in 2:23.42.

## Uitslagen
| rang   | naam               | land | tijd    |
| ------ | ------------------ | ---- | ------- |
| Goud   | Yoko Shibui        | JPN  | 2:23.42 |
| Zilver | Yukiko Akaba       | JPN  | 2:25.40 |
| Brons  | Yumiko Hara        | JPN  | 2:26.57 |
| 4      | Miki Ohira         | JPN  | 2:27.08 |
| 5      | Lidia Şimon        | ROU  | 2:27.14 |
| 6      | Mika Okunaga       | JPN  | 2:27.16 |
| 7      | Ruth Wanjiru       | KEN  | 2:27.38 |
| 8      | Madoka Ogi         | JPN  | 2:27.56 |
| 9      | Akane Wakita       | JPN  | 2:31.16 |
| 10     | Akemi Ozaki        | JPN  | 2:32.09 |
| 11     | Hiromi Ominami     | JPN  | 2:32.30 |
| 12     | Workenesh Tola     | ETH  | 2:33.51 |
| 13     | Satoko Uetani      | JPN  | 2:34.39 |
| 14     | Mai Tagami         | JPN  | 2:34.42 |
| 15     | Yuki Takeshima     | JPN  | 2:40.54 |
| 16     | Aki Fujikawa       | JPN  | 2:41.02 |
| 17     | Misato Kobayashi   | JPN  | 2:42.34 |
| 18     | Yurika Wakimoto    | JPN  | 2:43.26 |
| 19     | Seiki Kimura       | JPN  | 2:43.27 |
| 20     | Yukie Nakadomari   | JPN  | 2:45.05 |
| 21     | Mariko Asato       | JPN  | 2:45.16 |
| 22     | Junko Suzuki       | JPN  | 2:45.53 |
| 23     | Hiroko Yoshitomi   | JPN  | 2:46.32 |
| 24     | Gulnara Vygovskaya | BLR  | 2:47.58 |
| 25     | Reiko Kobayashi    | JPN  | 2:48.33 |

1982 ·
1983 ·
1984 ·
1985 ·
1986 ·
1987 ·
1988 ·
1989 ·
1990 ·
1991 ·
1992 ·
1993 ·
1994 ·
1995 ·
1996 ·
1997 ·
1998 ·
1999 ·
2000 ·
2001 ·
2002 ·
2003 ·
2004 ·
2005 ·
2006 ·
2007 ·
2008 ·
2009 ·
2010 ·
2011 · 
2012 ·
2013 ·
2014 ·
2015 ·
2016 ·
2017